# Aeroporto Internacional Presidente Nicolau Lobato
O Aeroporto Internacional Presidente Nicolau Lobato (IATA: DIL, ICAO: WPDL), anteriormente conhecido como Aeroporto Internacional de Comoro, é um aeroporto internacional localizado em Díli, capital de Timor-Leste. O aeroporto foi rebatizado em homenagem a Nicolau dos Reis Lobato, um político timorense e herói nacional.

## História
Sob o domínio português, o Aeroporto de Baucau, que tem uma pista muito mais longa, foi usado para voos internacionais, mas durante o domínio indonésio após 1975, foi colocado sob o controle das Forças Armadas Nacionais da Indonésia, e o aeroporto de Dili, conhecido como Aeroporto Internacional de Comoro, tornou-se o principal aeroporto civil do território. O aeroporto foi colocado sob o controle da Força de Defesa Australiana durante a Operação Astute em maio de 2006.
A pista do aeroporto de Díli geralmente não tem capacidade para acomodar aeronaves maiores do que o Airbus A319, Boeing 737-400, Boeing 737-900ER ou C-130 Hercules, embora em janeiro de 2008, a companhia aérea portuguesa charter EuroAtlantic Airways operou um vôo direto de Lisboa usando um Boeing 757, transportando 140 membros da Guarda Nacional Republicana. Mais recentemente, durante 2020, a EuroAtlantic Airways operou voos entre Lisboa e Díli em um Boeing 767-300ER, com escalas para reabastecimento em Dubai e Kuala Lumpur, para repatriar portugueses e outros cidadãos europeus.

## Companhias aéreas e destinos
| Companhia                          | Destino         |
| ---------------------------------- | --------------- |
| Airnorth                           | Darwin          |
| Air Timor (operado pela Druk Air)  | Singapura       |
| Air Timor (operado pela TransNusa) | Kupang          |
| Citilink                           | Denpasar/Bali   |
| NAM Air                            | Denpasar/Bali   |
| Qantas                             | Charter: Darwin |
| Sriwijaya Air                      | Denpasar/Bali   |
| TransNusa                          | Kupang          |

## Estatísticas
Ver a consulta original do Wikidata.